# Gruppo Besana
Il Gruppo Besana annovera società, aziende agricole e opifici in Italia e all'estero (circa 2000 aziende) nella produzione, nella lavorazione e nella commercializzazione della frutta secca ed essiccata.
In rapporto con i principali gruppi della grande distribuzione organizzata in Europa e con primari clienti dell'industria alimentare, sviluppa un giro d'affari di circa 190 milioni di euro di cui il 75% verso i mercati esteri.
Il Gruppo Besana realizza una produzione annua di oltre 25.000 tonnellate di frutta secca ed essiccata, circa 120 milioni di piccole confezioni, impiegando complessivamente circa 450 dipendenti.

## Storia
Viene fondata nel 1921 da Emilio Besana insieme al fratello Vincenzo la Emilio Besana & Co., antesignana del Gruppo Besana. Negli anni '30 si apre ai mercati dell'America e dell'Estremo Oriente. Viene costruito un nuovo stabilimento, quello di San Gennaro Vesuviano, ancora oggi sede del Gruppo Besana.
Nel giro di 40 anni la Besana modifica il proprio core business introducendo la commercializzazione delle mandorle della Puglia e della Sicilia e successivamente, negli anni '60, con l'introduzione delle noci del Brasile, delle noci Pecan, della frutta secca essiccata, dei semi, dei pistacchi, dei pinoli, delle Macadamia e, infine, degli snack. Dal 2000 la cioccolata è parte integrante dell'offerta Besana con Dragees e Tavolette con frutta secca ed essiccata
- 1989: nasce la U.K. Besana per introdurre i prodotti lavorati nella Grande Distribuzione inglese e nord europea[4]
- 1998: adesione alla Uno Moc, macro organizzazione che si propone di commercializzare prodotti freschi e trasformati
- 2000: adesione ad "Almaverde Bio", consorzio che promuovere la produzione ed il commercio di prodotti da agricoltura biologica
- 2002: adesione al consorzio Mediterranean Fruit Company (M.F.C), nato per favorire il processo di internazionalizzazione del settore ortofrutticolo italiano
- 2003: adesione a "Made in Blu", consorzio che vuole affermare la qualità dei prodotti "made in Italy" nel mercato globale.